# Beto César
Carlos Alberto César, más conocido como Beto César (Buenos Aires, 8 de septiembre de 1951), es un humorista y actor argentino de extensa trayectoria en teatro y televisión. Incursionó también en cine.

## Carrera
Fue varias veces nominado para el Premio Martín Fierro, galardón con el que se premia a figuras de la televisión y radio en Argentina.
Se inició artísticamente en el Café Concert. Ya a partir de los 17 años hacía teatro de títeres, armaba y escribía las obras en la escuela. Luego con el dúo Blue Jeans junto a Ernesto Segal trabajó mucho en América latina y le permitió vivir cinco años en España.
En el año 1982 la vedette Ethel Rojo fue quien lo bautizó con el nombre de Beto César, quien ese momento era la directora y esposa del dueño del Teatro Astros, donde debuta en un espectáculo encabezado por el capocómico José Marrone. Años anteriores se hacía llamar Alberto César.
En el verano del 2004, presentó su espectáculo La Argentina que los parió en Madrid, en el Teatro Muñoz Seca. Este espectáculo fue escrito, dirigido y protagonizado por él mismo.
Beto César se inició profesionalmente a principios de la década de 1980. Hizo radio y en televisión trabajó en ciclos como Polémica en el bar y La noche del domingo, ambas de la mano de Gerardo Sofovich, El humor de Café Fashion junto a Fernando Siro, Beatriz Salomón y Ginette Reynal, Hola Susana conducido por Susana Giménez, Showmatch conducido por Marcelo Tinelli, y Sábado show conducido por José María Listorti y Denise Dumas.
También trabajó en eventos como el Festival Internacional del Humor 1997.
En cine tuvo una participación especial en la película de 1997, La herencia del tío Pepe con dirección y guion de Hugo Sofovich, y protagonizada por Rodolfo Ranni, Miguel del Sel, El Negro Álvarez y Marcelo Mazzarello. En el 2017 trabajó en el film Días Contados junto a Sabrina Ravelli.
En radio condujo el programa Un día perfecto por Radio Cooperativa la 770.

## Vida privada
Estuvo casado desde 1980 y por cuatro años con la actriz y vedette Carmen Barbieri. Luego se casó (1992) con Alicia Blanchet, Ajena al ambiente artistico con quien tuvo una hija (1994) llamada Maria, quién se recibió de arquitecta. Beto y Alicia ya cumplieron 30 años de casados. Es hincha del Club Atlético San Lorenzo de Almagro.

## Filmografía
- 2017: Días Contados.
- 1997: La herencia del tío Pepe.

## Televisión
| Año       |                      | Título                      | Canal           | Rol               | Notas                 |
| --------- | -------------------- | --------------------------- | --------------- | ----------------- | --------------------- |
| 1969-1970 | Bandera de Argentina | Viernes de Pacheco          | Canal 9         |                   | Debut televisivo      |
| 1976-1982 | Bandera de Argentina | Domingos para la juventud   | Canal 9         |                   | Con el dúo Blue Jeans |
| 1985-1986 | Bandera de Argentina | Monumental Moria            | Canal 9         |                   | Con el dúo Blue Jeans |
| 1986      | Bandera de Argentina | Badía y Cia                 | Canal 13        |                   | Con el dúo Blue Jeans |
| 1987-1988 | Bandera de Argentina | La noche del domingo        | Canal 13        |                   |                       |
| 1989-1995 | Bandera de Argentina | Polémica en el bar          | ATC             |                   |                       |
| 1996-1999 | Bandera de Argentina | Hola Susana                 | Telefe          |                   |                       |
| 1998      | Bandera de Argentina | Videomatch                  | Telefe          |                   |                       |
| 1999-2000 | Bandera de Argentina | El humor de Café Fashion    | Azul Televisión | Invitado especial |                       |
| 2000      | Bandera de Argentina | Ritmo, Salsa y Juegos       | América TV      |                   |                       |
| 2010-2013 | Bandera de Argentina | Sábado show                 | Canal 13        | Invitado especial |                       |
| 2012      | Bandera de Argentina | Bailando por un sueño       | Canal 13        | Participante      | 14.° Eliminado        |
| 2017      | Bandera de Argentina | Contamelo Todo              | Canal 13        |                   |                       |
| 2021      | Bandera de Argentina | El gran premio de la cocina | Canal 13        | Participante      | Semifinalista         |

## Teatro[5]
- Verdades mentirosas (2019) junto a Adriana Salgueiro, Nazarena Vélez, Cristian U, Gimena Vecchio, Santiago Caamaño y Valeria Quijano.
- Beto César: Mágico humor (2018).
- Caprichos... y algo más (2016), junto con Luisa Albinoni, Valeria Degenaro, Alejo de Santis y Nerina Sist.
- Citas peligrosas (2015-2016), junto a Carmen Barbieri, René Bertrand, Gonzalo Urtizberea, Karen Reichardt, Emiliano Rella, Belén Giménez, Divina Gloria y elenco. Estrenada en Teatro Enrique Carreras de Mar del Plata.[6]
- Casi iguales (2015), con Andrea Estévez.
- Inconquistables (2015), con Nora Cárpena, Pablo Alarcón y Luisa Albinoni.
- Tu cola me suena (2015), con Germán Kraus, María Eugenia Ritó, la Tota Santillán, Divina Gloria, Andrea Estévez, Sabrina Ravelli y Federico Bal. Dirección: René Bertrand.[7]
- Beto Cesar: Más que humor (2014/2015).
- Caprichos (2014), con Toti Ciliberto, Andrea Estévez y Paula Volpe.
- Escandalosas (2013) junto a Carmen Barbieri, Moria Casán, Federico Bal, Andrea Ghidone, Stefanía Xipolitakis, Victoria Xipolitakis, Julián Labruna, Lorena Liggi, Gustavo Monje, Soledad Cescato, Mariana Jaccazio, Martín Sipicki, Gisela Lepio y elenco.
- Fiestísima recargada (2013) con Belén Francese, Charly G y Estela Ventura, Pamela Pombo y el Mago sin dientes.
- Barbierísima (2011-2012) de Javier Faroni y Carmen Barbieri. Actuó junto a Zulma Faiad, Santiago Bal, Rodrigo Lussich, Gabriela Mandato, Vicky Xipolitakis, Andrea Ghidone, Andrea Estévez, Daniel Ambrosino y German Kraus.[8]
- El dentista pide pista (2011), junto a Marixa Balli, Raquel Mancini, Lisandro Carret, Natalia Fava, Cristian Bonano y Yamila Piñeyro.
- Departamento por un día (2011), con Daniel Araoz, Ximena Capristo, Gustavo Conti, Dallys Ferreira, Carolina Oltra y Norma Pons.
- Rotativo del humor (2010), con Juan Acosta.
- Concierto del humor (2010)
- Y dicen que somos aburridos (2000), con Tristán, Silvia Suller y José Luis Gioia.
- El festival del chiste (1993), Junto a Carlos Sánchez, Marixa Balli, Betina Capetillo y elenco, realizando gira por todo el país y Uruguay.
- El revistón (1982), con José Marrone, Adriana Aguirre, Mario Sapag, Carmen Barbieri, Guillermo Nimo, Edda Díaz, Miguel Jordán, Graciela Butaro, y elenco. Con libro de Carlos A. Petit.